# Alcantara, Cebu
Alcantara là một đô thị hạng 5 ở tỉnh Cebu, Philippines. Theo điều tra dân số năm 2007, đô thị này có dân số 13.036 người.

## Các đơn vị dân cư
Alcantara được chia thành các đơn vị hành chính gồm 9 khu dân cư (khu phố) (barangay).
- Cabadiangan
- Cabil-isan
- Candabong
- Lawaan
- Manga
- Palanas
- Poblacion
- Polo
- Salagmaya